# ISS A/S
ISS (International Service System) är en dansk global företagskoncern.
ISS grundades 1901, då som ett vaktbolag under namnet Kjøbenhavn-Frederiksberg Nattevagt. Snart etablerade sig företaget inom städbranschen och genom åren har ISS genom att erbjuda ytterligare tjänster, växt till att bli ett av världens största tjänsteföretag och ett av världens fem största privata arbetsgivare alla kategorier, enligt en undersökning gjord av Dun & Bradstreet.
I dag erbjuder koncernen en mängd tjänster: bland annat bevakning, skadedjursbekämpning, teknisk och ekonomisk fastighetsförvaltning, trädgårdsskötsel, fastighetsutveckling, kontorsservice, bemanning, mattservice, restauranger och städning (rengöring, golvvård, sanering, industristädning, sjukhusstädning etcetera).
Koncernen, ISS A/S, som ägs av EQT och Goldman Sachs, har närmare 500 000 anställda i över 50 länder. Koncernchef är sedan 2010 Jeff Olsen Gravenhorst, tidigare verkställande direktör på ALTO Danmark A/S.

## Historik
1946 började ISS sin expansion utanför Danmark med inrättandet av ett svenskt dotterbolag.
1962 anställdes den 34-årige Poul Andreassen som VD. Han gjorde DFRS till ISS - en internationell koncern vars affärsidé var service management.
1975 genererade ISS Koncernens intäkter för första gången 1 miljard DKK
1977 noterades ISS på Köpenhamns Fondbörs.
1989 överskreds 100.000 anställda vid ISS.
1997 lanserade ISS en ny multi-service strategi - att skapa fler tjänster till samma kund.
2000 förvärvades den näst största danska städföretaget Jydsk Rengöring.
2003 skrev ISS för första gången heleuropeiska avtal med en kund.
2005 köptes ISS ut av den Svenska private equity-fonden EQT och Goldman Sachs Capital Partners för 30 miljarder och avregistrerades.
2006 hade ISS en omsättning på mer än 50 miljarder DKK
2008 lanserade ISS en ny strategisk plan "ISS Way", som fokuserar på att utveckla standardiserade metoder och processer för att dela kunskap över gränserna och även försäljning och kundsegmentering.

## Verksamhet i Finland
ISS har sedan 1992 varit verksamt i Finland, numera under namnet ISS Palvelut Oy.  

## Verksamhet i Sverige
Det svenska ISS Facility Services är ett helägt dotterbolag till ISS A/S. I Sverige finns cirka 12 000 anställda i runt 400 orter. Förutom de serviceområden som finns i övriga koncernen (fastighetstjänster, kontorstjänster, mat och dryck och städning) finns även TraffiCare som verkar inom näringsområdet spårbunden trafik. Säkerhetstjänster ingår inte i den svenska verksamheten.